# Cyrille Magnier
Cyrille Magnier (født 24. september 1969 i Boulogne-sur-Mer, Frankrig) er en fransk tidligere fodboldspiller (forsvarer).
Magnier tilbragte størstedelen af sin karriere hos RC Lens, som han var med til at vinde det franske mesterskab med i 1998. Han spillede senere i sin karriere også for AJ Auxerre, Amiens og Arras.

## Titler
Ligue 1
- 1998 med RC Lens

Coupe de la Ligue
- 1999 med RC Lens